# Западный Сидней (аэропорт)
Международный аэропорт Западного Сиднея имени Нэнси-Бёрд Уолтон (ИАТА: WSI, ИКАО: YSWS) — строящийся австралийский международный аэропорт, расположенный в пригородах Ладденхем и Бэджерис-Крик, к западу от Сиднея.
Место для его постройки было объявлено правительством Австралии 15 апреля 2014 года после многолетних дискуссий о необходимости нового аэропорта в Сиднее. Планируется, что аэропорт будет работать круглосуточно и без ограничений на полёты, чем снизит нагрузку на действующий аэропорт Кингсфорд Смит, который достиг предела своей пропускной способности из-за законодательно установленного комендантского часа.
Первый этап строительства нового аэропорта начался 24 сентября 2018 года, ожидается, что он будет завершён в январе 2026 года.

## История
Аэропорт Сиднея, работающий с 1919 года, является одним из старейших аэропортов мира. Он расположен всего в 8 км от центра города, а его территория окружена городской застройкой c юга, и заливом Ботани с севера. В связи с этим, его расширение затруднительно, поскольку для этого необходимо искусственно увеличивать береговую линию города или сносить близлежащую застройку, что является чрезвычайно дорогостоящим решением. По этой причине, начиная с 1960-х годов, правительство Австралии рассматривало различные предложения о строительстве второго аэропорта в Сиднее.
В феврале 1986 года федеральное правительство объявило, что район Бэджерис-Крик станет местом для строительства второго крупного аэропорта в Сиднее. Вследствие этого, в период с 1986 по 1991 год, правительство Австралии приобрело примерно 1780 гектаров земли в этом квартале, потратив около 170 миллионов австралийских долларов.
Однако, после покупки правительство приняло решение о том, что строительство третьей взлётно-посадочной полосы в аэропорту Сиднея путём создания искусственного острова стало более целесообразным, и все работы над втором аэропортом были остановлены. Третья взлётно-посадочная полоса была открыта в 1994 году.
Несмотря на расширение, сохранялись опасения, что к 2030 году аэропорт Кингсфорд Смит достигнет максимально возможного пассажиропотока. Они усилились после введения строгих ограничений на ночные полёты над городом в 1995 году. Таким образом, планирование второго аэропорта вновь началось в 2008 году. В 2012 году властями Нового Южного Уэльса был выпущен доклад об авиационном потенциале Сиднейского региона. В нём было определено, что Бэджерис-Крик: «явно является лучшим местом для столь необходимого второго аэропорта в Сиднее» и рекомендовано продолжить строительство. 15 апреля 2014 года федеральное правительство Австралии объявило, что Бэджерис-Крик станет местом расположения Второго аэропорта Сиднея. В сентябре 2018 года начались строительные работы на территории нового аэропорта.
4 марта 2019 года было объявлено, что аэропорт будет носить имя австралийской лётчицы Нэнси-Бёрд Уолтон. Правящий на тот момент Премьер-министр Австралии Скотт Моррисон заявил: «теперь мы увековечиваем имя величайшей женщины-пионера авиации Австралии в названии аэропорта». Члены семьи Уолтон также поддержали решение властей.
10 декабря 2020 года маленький турбовинтовой самолёт совершил вынужденную аварийную посадку на недостроенную взлётно-посадочную полосу, которая на тот момент была грунтовой площадкой. Это стало первым неофициальным приземлением в аэропорту. Первым самолётом, официально приземлившимся в аэропорту 2 октября 2024 года, стал Piper PA-30 Twin Comanche с бортовым номером номером VH-8MN.

## Хронология строительства
| Дата           | Этап строительства                                                                                    |
| -------------- | --- |
| 30 июня 2018   | Компания Bechtel была выбрана Western Sydney Airport Co. в качестве подрядчика для реализации проекта |
| 4 июня 2021    | Для строительства терминала была нанята компания Multiplex Construction Pty Ltd                       |
| 21 ноября 2021 | Начато строительство здания терминала                                                                 |
| 29 января 2024 | Завершено строительство ВПП                                                                           |
| 30 июля 2024   | Терминал готов на 80 %. Завершено строительство крыши терминала                                       |
| Январь 2026    | Ожидаемое завершение строительства                                                                    |

## Авиакомпании и направления
Авиакомпания Qantas и её дочерняя компания Jetstar стали первыми перевозчиками, заключившими коммерческое соглашение с новым аэропортом. Согласно договору от 8 июня 2023 года, пассажирские самолёты этих авиакомпаний станут базироваться в аэропорту в течение года после его открытия, а предполагаемые направления полётов включают Мельбурн, Брисбен и Голд-Кост. 1 октября 2024 года Qantas сообщила, что её грузовая дочерняя компания, Qantas Freight, станет первым грузовым перевозчиком, базирующимся в новом аэропорту.
26 августа 2024 года Singapore Airlines объявили о планах стать первой международной авиакомпанией, обслуживающей новый аэропорт. Планируемые рейсы свяжут Сидней с аэропортом Чанги.

## Галерея
| - Вид на терминал с юга, 2025 - Вид вдоль ВПП, 2025 - Вид на аэропорт с юго-запада, 2025 |